# حكومة فويجت
حكومة فويجت هي الحكومة الحالية لولاية تورينجيا في ألمانيا، والتي أدت اليمين الدستورية في 12 ديسمبر 2024 بعد انتخاب ماريو فويجت كرئيس لوزراء تورينجيا من قبل برلمان تورينجيا. وهي الحكومة الحادية عشرة لولاية تورينجيا. تم تشكيلها الحكومة بعد انتخابات ولاية تورينغن عام 2024 من قبل الاتحاد الديمقراطي المسيحي والحزب الديمقراطي الاجتماعي وتحالف تحالف سارة فاجنكنشت. إن تحالف هذه الأحزاب الثلاثة هو الأول من نوعه في ألمانيا ويعرف شعبيا باسم "ائتلاف التوت الأسود [الإنجليزية] بالألمانية: Brombeerkoalition [الألمانية]".

## التشكيل
أدى وزراء حكومة فويجت اليمين الدستورية في 13 ديسمبر 2024.
| الحقيبة                                                  | الاسم | الاسم                                  | الحزب | الحزب | في المنصب      | ترك المنصب | State secretaries              |
| -------------------------------------------------------- | ----- | -------------------------------------- | ----- | ----- | -------------- | ---------- | ------------------------------ |
| Minister-President                                       |       | Mario Voigt born                       |       | CDU   | 12 ديسمبر 2024 | في المنصب  |                                |
| النائب الأول لرئيس الوزراء                               |       | كاتيا وولف born                        |       | BSW   | 13 ديسمبر 2024 | في المنصب  | *Julian Vonarb - Birger Scholz |
| وزير المالية                                             |       | كاتيا وولف born                        |       | BSW   | 13 ديسمبر 2024 | في المنصب  | *Julian Vonarb - Birger Scholz |
| النائب الثاني لرئيس الوزراء                              |       | Georg Maier born                       |       | SPD   | 12 ديسمبر 2024 | في المنصب  | *Norman Müller                 |
| وزير الداخلية والحكم المحلي والتنمية الإقليمية           |       | Georg Maier born                       |       | SPD   |                | في المنصب  | *Norman Müller                 |
| رئيس ديوان الدولة                                        |       | Stefan Gruhner born                    |       | CDU   | 13 ديسمبر 2024 | في المنصب  | *Stephan König                 |
| وزير الشؤون الاتحادية والأوروبية والرياضة والعمل التطوعي |       | Stefan Gruhner born                    |       | CDU   | 13 ديسمبر 2024 | في المنصب  | *Stephan König                 |
| وزير العدل والهجرة وحماية المستهلك                       |       | Beate Meißner born                     |       | CDU   | 13 ديسمبر 2024 | في المنصب  | *Christian Klein               |
| وزير الشؤون الاقتصادية والزراعة والمناطق الريفية         |       | Colette Boos-John born                 |       | CDU   | 13 ديسمبر 2024 | في المنصب  | *Mario Suckert - Marcus Malsch |
| وزير الشؤون الرقمية والبنية التحتية                      |       | Steffen Schütz born 1966 (العمر 58–59) |       | BSW   | 13 ديسمبر 2024 | في المنصب  | *Tobias J. Knoblich            |
| وزير الشؤون الاجتماعية والصحة والعمل والأسرة             |       | Katharina Schenk born                  |       | SPD   | 13 ديسمبر 2024 | في المنصب  | *Udo Götze                     |
| وزير البيئة والطاقة وحماية الطبيعة والغابات              |       | Tilo Kummer born                       |       | BSW   | 13 ديسمبر 2024 | في المنصب  |                                |

## تصويت التنصيب
| انتخاب الوزير والرئيس |                     |                |
| الاقتراع →            | الاقتراع →          | 12 ديسمبر 2024 |
| الأغلبية المطلوبة →   | الأغلبية المطلوبة → | 45 من 88       |
|                       | ماريو فويجت         | 51 / 88        |
|                       | ضد                  | 33 / 88        |
|                       | الامتناع عن التصويت | 4 / 88         |

## وزراء الدولة
يعتبر أمناء الدولة أعلى المسؤولين رتبة في ولاية تورينجيا الحرة. إنهم يعملون كرؤساء أقسام في الوزارات أو ممثلين دائمين للوزراء أو - مثل ممثل ولاية تورينجيا الحرة لدى الحكومة الفيدرالية - يتولون مهام خاصة.
| مستشارية الدولة والوزارات                                      | وزراء الدولة                                                                              |
| -------------------------------------------------------------- | ----------------------------------------------------------------------------------------- |
| مستشارية الدولة                                                | ستيفان كونيغ ممثل ولاية تورينجيا الحرة لدى الحكومة الاتحادية، وزير الدولة للإعلام وأوروبا |
| Ministerium der Finanzen                                       | Julian Vonarb Birger Scholz                                                               |
| Ministerium für Inneres, Kommunales und Landesentwicklung      | Norman Müller Andreas Bausewein                                                           |
| Ministerium für Wirtschaft, Landwirtschaft und Ländlichen Raum | Mario Suckert Marcus Malsch                                                               |
| Ministerium für Umwelt, Energie, Naturschutz und Forsten       | Karin Arndt                                                                               |
| Ministerium für Justiz, Migration und Verbraucherschutz        | Christian Klein                                                                           |
| Ministerium für Soziales, Gesundheit, Arbeit und Familie       | Udo Götze                                                                                 |
| وزارة الشؤون الرقمية والبنية التحتية                           | Tobias J. Knoblich                                                                        |
| وزارة التعليم والعلوم والثقافة                                 | Bernd Uwe Althaus                                                                         |